# Akdağmadeni
Akdağmadeni là một huyện thuộc tỉnh Yozgat, Thổ Nhĩ Kỳ. Huyện có diện tích 1849 km² và dân số thời điểm năm 2007 là 54530 người, mật độ 29 người/km².